# Deutsch-lettische Beziehungen
Deutschland und Lettland führten ab 15. Juli 1920 und führen wiederum seit dem 28. August 1991 diplomatische Beziehungen. Beide Länder sind Mitglieder des Ostseerates, der NATO, der OSZE, der Europäischen Union und des Schengen-Raums. Lettland hat zum 1. Januar 2014 die europäische Gemeinschaftswährung eingeführt. Es ist die Absicht der deutsch-baltischen Vereine, zur Verständigung beider Völker einer aktiven Beitrag zu leisten.
Die Bundesrepublik Deutschland ist durch die Deutsche Botschaft Riga in Lettland vertreten.
Lettland verfügt über eine Botschaft in Berlin und Honorarkonsuln in Bremen, Düsseldorf, Frankfurt am Main, Hamburg, Köln, Künzelsau, Lübeck, München und Rostock.
Nach einer Volkszählung von 2004 gab es zu dem Zeitpunkt 3311 deutsche Muttersprachler in Lettland. 2013 sind ca. 200 deutsche Staatsangehörige in Lettland erwerbstätig, überwiegend als Selbstständige.
2020 lebten in Deutschland 37.601 lettische Staatsbürger. Die Zahl der Lettisch-Muttersprachler in Deutschland wird nicht amtlich festgestellt.

## Geschichte

### Mittelalter
Im 12. Jahrhundert bestanden erste niederdeutsche Handels- und Missionsstationen an der Düna. Im 13. Jahrhundert wurde Riga durch den Bremer Domherren Albert von Buxhoeveden, Bischof von Livland, gegründet. Außerdem begann die Unterwerfung der baltischen Heiden durch den Schwertbrüderorden (später Deutscher Orden).

### Neuzeit bis zum 19. Jahrhundert

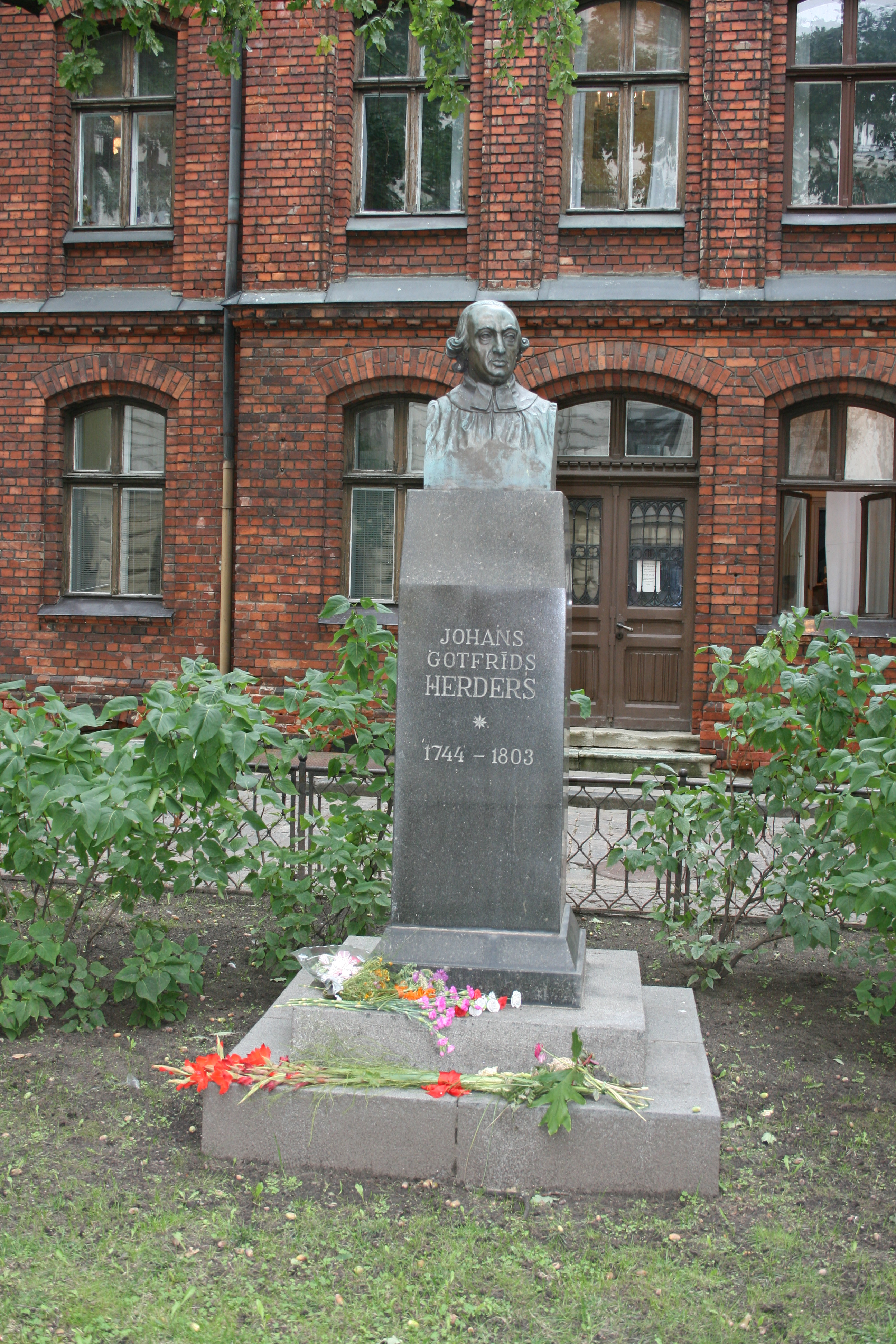
Das Herder-Denkmal in Riga

Seit dieser (auch im Rahmen der Deutschen Ostsiedlung zu sehenden) Zeit gab es in Lettland eine baltendeutsche Minderheit, die zwar quantitativ immer beschränkt blieb, für die Entwicklung Lettlands aber eine große Rolle spielte. So war Johann Gottfried Herder zeitweise beruflich in Riga tätig, übersetzte lettische Dainas (Volkslieder) ins Deutsche und förderte durch Veröffentlichung ihre Anerkennung als Kulturgut. Auch der aus Mitau gebürtige Sprachwissenschaftler August Bielenstein beschäftigte sich mit Dainas und machte sich auch darüber hinaus sehr verdient um die Erforschung der lettischen Sprache und Kultur. Des Weiteren gab er den Anstoß für das erste lettische Sängerfest in Dobele 1870. Auf der anderen Seite studierte zum Beispiel der erste Regierungschef des unabhängigen Lettlands Kārlis Ulmanis u. a. an der Universität Leipzig, der lettische „Nationaldichter“ Rainis besuchte das Deutsche Gymnasium Riga und übertrug später Goethes Faust ins Lettische. Es kann festgestellt werden, dass die Deutsch-Balten ihre bedeutende Stellung unter den verschiedenen Herrschern und über viele Jahrhunderte hinweg weitgehend bewahren konnten.

### Spätes 19. Jahrhundert und Erster Weltkrieg

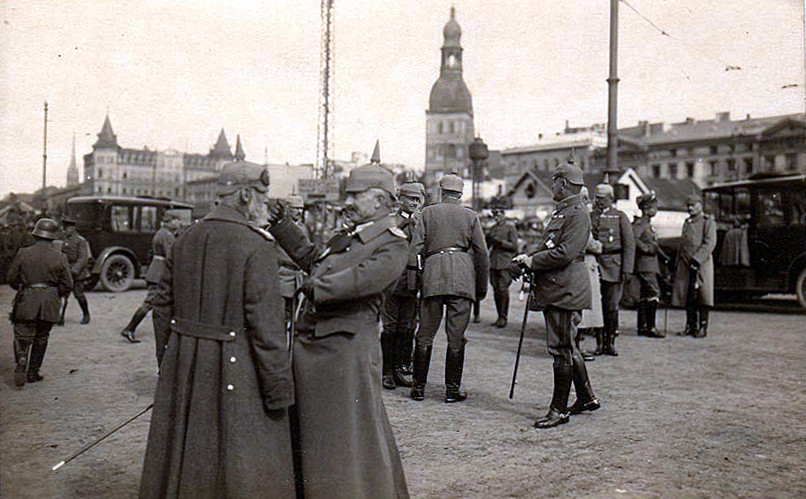
Deutsche Offiziere während des Ersten Weltkriegs in Riga

Gegen Ende des 19. Jahrhunderts kam es jedoch zu einer zunehmenden Russifizierung im Zarenreich, zu dem damals auch Lettland gehörte. Außerdem erwachte das Nationalgefühl der Letten, das auch stark gegen die dominierende deutschbaltische Oberschicht gerichtet war. Während der Zeit der deutschen Besetzung des Baltikums im Ersten Weltkrieg (Riga wurde im September 1917 von deutschen Truppen eingenommen) kamen deswegen auch Pläne auf, einen deutschbaltisch-dominierten Staat (Vereinigtes Baltisches Herzogtum) unter reichsdeutschem Schutz zu errichten, deutsche Siedler sollten die Letten verdrängen. Nach der Niederlage des Deutschen Reichs und der erfolgreichen Unabhängigkeitserklärung Lettlands wurde den Deutsch-Balten dieses Verhalten während des Krieges als Landesverrat ausgelegt.

### 1918–1940: Von der Gründung der Republik Lettland bis zum Zweiten Weltkrieg
In Landreformgesetzen wurde der deutschbaltische Großgrundbesitz in Lettland zu großen Teilen zugunsten der landlosen lettischen Bauernschicht enteignet. Im Gegensatz zu anderen Staaten Ost(mittel)europas, die nach dem Ersten Weltkrieg eine repressive Politik gegenüber ihren nationalen Minderheiten betrieben, gewährte Lettland jedoch seinen nationalen Minderheiten eine kulturelle Autonomie. Diplomatische Beziehungen zu Deutschland wurden mit einem in Berlin unterzeichneten Abkommen am 15. Juli 1920 etabliert.

### Zeit der Fremdherrschaft 1940–1990

#### 1940/1941: Besetzung durch die Sowjetunion
Der Hitler-Stalin-Pakt 1939 sah eine Umsiedlung der von den Ideologen des Nationalsozialismus als „rassisch wertvoll“ betrachteten Deutschbalten in die vertraglich als deutsches Herrschaftsgebiet definierten Gebiete vor. Die Umsiedlung wurde noch im selben Jahr durchgeführt. Lettland war hingegen in dem Abkommen der sowjetischen Interessensphäre zugeschlagen worden und wurde 1940 auch von der Roten Armee besetzt. Hiermit waren auch die bilateralen Beziehungen zwischen Deutschland und Lettland als zwei souveränen Staaten für mehrere Jahrzehnte beendet. Da der Hitler-Stalin-Pakt geheim blieb, war der deutsche Anteil am Einmarsch der Roten Armee den meisten Letten nicht bekannt.

#### 1941–1945: Besetzung durch das Großdeutsche Reich
Von 1941 bis 1945 wurde Lettland im Zuge des Überfalls auf die Sowjetunion von Deutschland besetzt und zum Teil des Reichskommissariats Ostland. Ein Teil der Letten kollaborierte ab 1941 mit den Deutschen. Den einen erschienen die Deutschen als Befreier vom stalinistischen Terror, den sie 1940/1941 kennengelernt hatten; andere Kollaborateure waren Rassisten oder begeisterte Nationalsozialisten. Umstritten ist, inwieweit Tätigkeiten von Letten im Interesse des nationalsozialistischen Deutschland freiwillig ausgeführt wurden. Der Übergang von wirklich freiwilliger Arbeit für die Deutschen über „freiwillige Arbeit“ für sie unter Vortäuschung falscher Tatsachen (durch „Hilfswillige“) bis hin zur Zwangsarbeit, die von Letten für Deutschland in Lettland, in anderen von Deutschen besetzten Gebieten und im Deutschen Reich geleistet wurde, ist fließend. Negativ bewertet wurde die deutsche Besatzungspolitik von der jüdischen Bevölkerung Lettlands, die im Holocaust fast völlig vernichtet wurde, von ethnischen Russen, die sich damals in Lettland aufhielten und nun von nationalsozialistischen Rasseideologen (anders als die angeblich „artverwandten“ Balten) als „Untermenschen“ eingestuft wurden, sowie von antifaschistischen Letten.

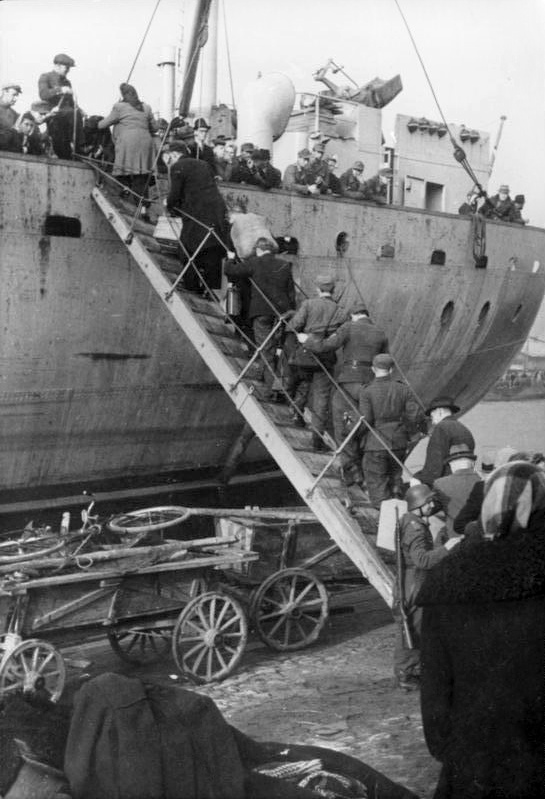
Deutsche Zivilisten und Angehörige der Wehrmacht verlassen auf Schiffen den Hafen von Windau.

Bis zum 8. Mai 1945 hielten deutsche Truppen und etwa 14.000 Kämpfer der lettischen Waffen-SS die „Festung Kurland“, wo noch im März 1945 unter deutscher Besatzung eine unabhängige Republik Lettland ausgerufen worden war. Bevor Lettland wieder sowjetisch wurde und hinter dem Eisernen Vorhang verschwand, flohen viele Letten noch in den Westen, unter anderem nach Deutschland. Auch die verbliebenen Deutsch-Balten flohen 1944/45 größtenteils oder wurden vertrieben.
Im Oktober 2012 wurde in Bauska ein Denkmal enthüllt, das an die lettischen Truppen erinnern soll, die den Ort im Zweiten Weltkrieg gegen die Rote Armee verteidigten. Regierungsnahe Kreise unterstützen die Errichtung des Denkmals, während die Opposition in Lettland das Denkmal mit der Begründung kritisiert, die lettischen Truppen hätten nicht für die Unabhängigkeit Lettlands, sondern „für Adolf Hitler“ gekämpft.

#### 1945–1991: Lettland unter der Sowjetischen Besatzung
Zwischen 1945 und 1991 war die „Lettische SSR“ de facto eine Unionsrepublik der Sowjetunion. Aus der Sicht der Sowjetunion war sie dieses bereits 1940 geworden und auch 1941 bis 1945 geblieben. Aus der Sicht des heutigen Lettland gab es hingegen de iure nie eine Lettische SSR, da diese durch eine völkerrechtswidrige Annexion Lettlands zustande gekommen sei. Von den West-Alliierten wurde bei den Vereinbarungen zur Nachkriegsordnung (Konferenzen von Teheran und Jalta 1943 und 1945) und bei der Gründung der UNO die Zugehörigkeit Lettlands zur Sowjetunion nicht in Frage gestellt. Allerdings verurteilte am 13. Januar 1983 das Europäische Parlament in einer Resolution die Okkupation der baltischen Staaten durch die Sowjetunion. Diese Erklärung erfolgte auch im Namen der Bundesrepublik Deutschland.
Die Staatsorgane der DDR hingegen teilten stets die Rechtsauffassung der Sowjetunion, wonach Lettland seit 1940 Teil der Sowjetunion gewesen sei.

### Seit 1991: Nach Erneuerung der Unabhängigkeit Lettlands
1990 kam es noch zu keiner aktiven Unterstützung der deutschen Bundesregierung für die Wiederherstellung Lettlands als souveränen Staat, da man den Prozess der Wiederherstellung der Einheit Deutschlands nicht durch Unterminierung der Perestrojka-Politik Michail Gorbatschows gefährden wollte. Schon wenige Tage nach der Anerkennung der baltischen Staaten durch den russischen Präsidenten Boris Jelzin nahm Deutschland 1991 diplomatische Beziehungen zu Lettland auf und bekannte sich zu einer besonderen historischen Verantwortung für die Unterstützung der baltischen Staaten als Wiedergutmachung für das Unrecht, das aus dem Hitler-Stalin-Pakt sowie der Besetzung Lettlands durch das nationalsozialistische Deutschland folgte. Die Bundesregierung förderte in der Folge die Einbindung Lettlands in westliche demokratische Strukturen. Die Mehrheit deutscher Außenpolitiker war lange Zeit nicht bereit, eine Politik der konsequenten Abgrenzung der NATO-Staaten von Russland, wie sie seit Langem von der Mehrheit lettischer Politiker gefordert wird, mitzutragen, was damit begründet wurde, dass eine solche Politik nach Ansicht dieser deutschen Politiker die deutsch-russischen Beziehungen übermäßig belasten würde. Allerdings unterstützt Deutschland die von der NATO am 1. April 2014 beschlossene Einstellung der Zusammenarbeit der NATO mit Russland im NATO-Russland-Rat.
Im Jahr 2011 fasste Udo Bongartz den historisch begründeten Konflikt zwischen Letten und Menschen im Westen (darunter seit 1949 auch die Bundesrepublik Deutschland) mit den folgenden Worten zusammen: „Der Westen hat die Balten und andere Osteuropäer verraten. Diese übernehmen keine Mitverantwortung für den Holocaust. Das ist der historische Konflikt, der Europa heute spaltet.“
Von derartigen Differenzen spüren deutsche Besucher Lettlands in der Gegenwart wenig: Das Deutschlandbild der lettischen Bevölkerung ist in weiten Teilen neutral bis freundlich. Spürbare Ressentiments gegenüber deutschen Touristen haben in der lettischen Denkweise keine nachhaltige Verankerung gefunden.

## Letten in Deutschland
Sowohl ehemalige „Hilfswillige“ und Zwangsarbeiter als auch anti-kommunistische Flüchtlinge (unter ihnen viele ehemalige Kollaborateure) bildeten den lettischen Teil der Displaced Persons, die sich 1945 auf dem Gebiet der drei Westzonen Deutschlands aufhielten. Die Zahl der nach Deutschland verschleppten Zwangsarbeiter wird mit 16.000 angegeben. Bei alliierten Stellen waren 1946 knapp 100.000 Letten als DPs registriert.
Die in der Bundesrepublik Deutschland verbliebenen Letten verteilten sich schwerpunktmäßig auf einige wenige Barackensiedlungen, in denen sich das Leben im Exil konzentrierte (in Münster, Oldenburg (Oldb.), Flintbek, Kassel, Würzburg, Stuttgart und Esslingen am Neckar). Münster entwickelte sich zum kulturellen Zentrum der Letten in Deutschland. Hier gab es von 1951 bis 1998 das einzige Lettische Gymnasium in Deutschland. Aus dieser Einrichtung, der ein Archiv angegliedert war, ging 1986 das Lettische Centrum Münster hervor. Münster ist auch der Sitz der Lettischen Presseschau. In Esslingen fand 1947 das erste Lettische Sängerfest im Exil statt.
Bereits 1944, im Zuge der Rückeroberung Lettlands durch die Rote Armee und der Flucht ihres Erzbischofs, verlagerte die „Evangelisch-Lutherische Kirche Lettland“ ihren Sitz ins Exil nach Deutschland. Hier nannte sie sich „Evangelisch-Lutherische Kirche im Exil“. Im Jahr 1945 war die Exilkirche für alle evangelischen Letten westlich der Einflusssphäre der Sowjetunion zuständig. Damals hatte die Kirche 120.000 Mitglieder. Auch in den ersten Nachkriegsjahren war der Sitz des Erzbischofs in Deutschland. 1947 trat die Kirche dem Lutherischen Weltbund bei. Zwischenzeitlich wurde der Erzbischofssitz zunächst in die USA, dann nach Kanada verlegt. 1994 wurde Esslingen am Neckar zum Sitz des Erzbischofs. In den 1990er Jahren wurde der Name der Kirche in „Lettische Evangelisch-Lutherische Kirche im Ausland“ geändert. Im Jahr 2010 hatte die Kirche 25.020 Mitglieder. Der langfristige Rückgang der Mitgliederzahl ergibt sich teils aus einer Auflösung eigener lettischer Gemeinden und dem daraus folgenden Übergang lettischer Gläubiger in Gemeinden der Mehrheitsethnie am Ort, teils aus einer Assimilation Lettischstämmiger, aus Kirchenaustritten und Konversionen sowie aus einer Rückkehr von Letten nach Lettland.
Nach der vollständigen Besetzung der für die Sowjetische Besatzungszone in Deutschland vorhergesehenen Gebiete durch die Rote Armee im Sommer 1945 gab es dort so gut wie keine in Lagern lebenden Letten. Auch später, zu DDR-Zeiten, hielten sich dort keine dem Kommunismus kritisch gegenüberstehenden Letten auf.
Der größte Teil der im Exil lebenden Letten (nicht nur der in der Bundesrepublik Deutschland lebenden) konnte gut in die Gesellschaft des jeweiligen westlichen Aufnahmelandes integriert werden. Nach 1990 war die Bereitschaft der im Westen lebenden Lettischstämmigen, nach Lettland zurückzukehren, relativ gering.
Im Freiburger Stadtteil Zähringen betreibt Daugavas Vanagi, die Veteranenvereinigung der ehemaligen lettischen SS-Verbände, als eingetragener Verein ein Gäste- und Wohnhaus unter dem Namen „Lettisches Haus“, in dem auch lettische Kulturveranstaltungen stattfinden. Daugavas Vanagi organisiert in Riga jährlich den „Marsch der Legionäre“, an dem auch Rechtsextreme und Neonazis aus verschiedenen Ländern teilnehmen und bei dem offen NS-Symbole zur Schau getragen werden.

## Diplomatischer Austausch
Die Deutsch-Baltische Parlamentariergruppe pflegt die Beziehungen zwischen dem Deutschen Bundestag und dem Saeima. Vorsitzender in der 18. Wahlperiode ist Alois Karl (CDU/CSU). Stellvertretende Vorsitzende sind René Röspel (SPD), Axel Troost (Die Linke) und Konstantin von Notz (Bündnis 90/Die Grünen).